# Литтл, Грег (игрок в американский футбол, 1997)
Грегори Ламар Литтл (англ. Gregory Lamar Little, 4 ноября 1997, Аллен, Техас) — профессиональный футболист, выступающий на позиции тэкла нападения в клубе НФЛ «Каролина Пэнтерс».

## Биография

### Любительская карьера
Грег Литтл родился 4 ноября 1997 года в Аллене, штат Техас. После окончания школы он считался одним из самых талантливых футболистов страны и получил спортивную стипендию в университете Миссисипи. В первый год обучения Грег сыграл двенадцать матчей в чемпионате, по итогам сезона вошёл в символические сборные новичков конференции SEC и NCAA. Всего за «Ол Мисс Ребелс» Литтл сыграл в 29 матчах, выходя на позиции левого тэкла. По данным сайта Pro Football Focus в 993 пасовых розыгрышах он позволил соперникам сделать всего три сэка.

### Профессиональная карьера
Перед драфтом НФЛ 2019 года отмечался потенциал Литтла, способного достичь уровня левого тэкла стартового состава. Главными достоинствами игрока называл хорошие антропометрические данные, атлетизм, быструю работу ног. К минусам относили недостаток техники при блокировании соперника.
Во втором раунде драфта Литтл был выбран «Каролиной». Главный тренер команды Рон Ривера заявил, что рассчитывает на новичка как дополнительную защиту для квотербека Кэма Ньютона. Контракт с «Пэнтерс» Грег подписал в июне. В дебютном для сезоне он сыграл только в четырёх матчах, пропустив остальные из-за травмы ноги и сотрясения мозга. 